# Fédération danoise d'athlétisme
La Fédération danoise d'athlétisme (en danois Dansk Atletik Forbund, DAF) est la fédération d'athlétisme du Danemark, affiliée à l'Association européenne d'athlétisme et à l'IAAF. Créée en 1907, son siège est situé à Brøndby.